# Charles Doërr
Charles Augustin Victor Doërr (Paris, 22 avril 1825 - Paris, 17 mars 1894) est un peintre français.

## Biographie
Élève de Léon Cogniet, portraitiste, peintre de scènes historiques et de scènes de genre, il expose aux Salons parisiens de 1846 à 1880. Il candidate en 1849 et en 1851 au Prix de Rome. 

## Œuvres
- Léda et le cygne

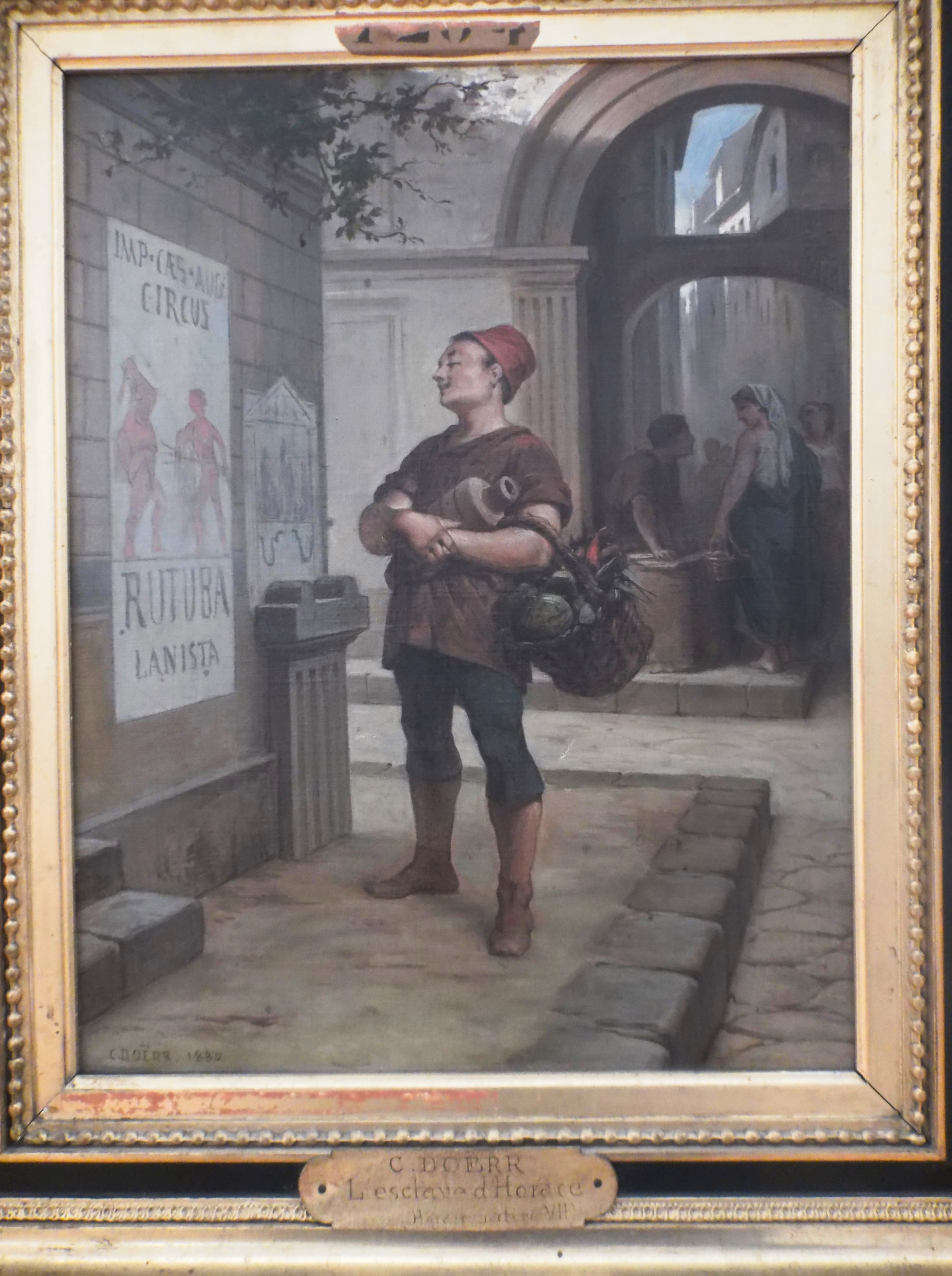
L'Esclave d'Horace (1880). Musée d'art Roger-Quilliot (Clermont-Ferrand).

- Scène de veillée celte autour d'un feu, 1884
- Voilà l'ennemi, 1884
- Un guitariste face à un chien devant un portail d'entrée d'un hôtel particulier, 1887
- Le chien d'Alcibiade
- François Girardon présentant son œuvre à Louis XIV
- Louis XIV recevant le Grand Condé à Versailles, Musée du château de Versailles
- Périclès au lit de mort de son fils, 1851
- Cornélie, mère des Gracques, 1866
- Derniers moments de Bailly, Maire de Paris, 1833
- Siècle d'Auguste, 1855
- Portrait de Mme C., 1865
- Sabat mater dolorosa, 1870
- L'Esclave d'Horace, 1880